# Nghề tay trái

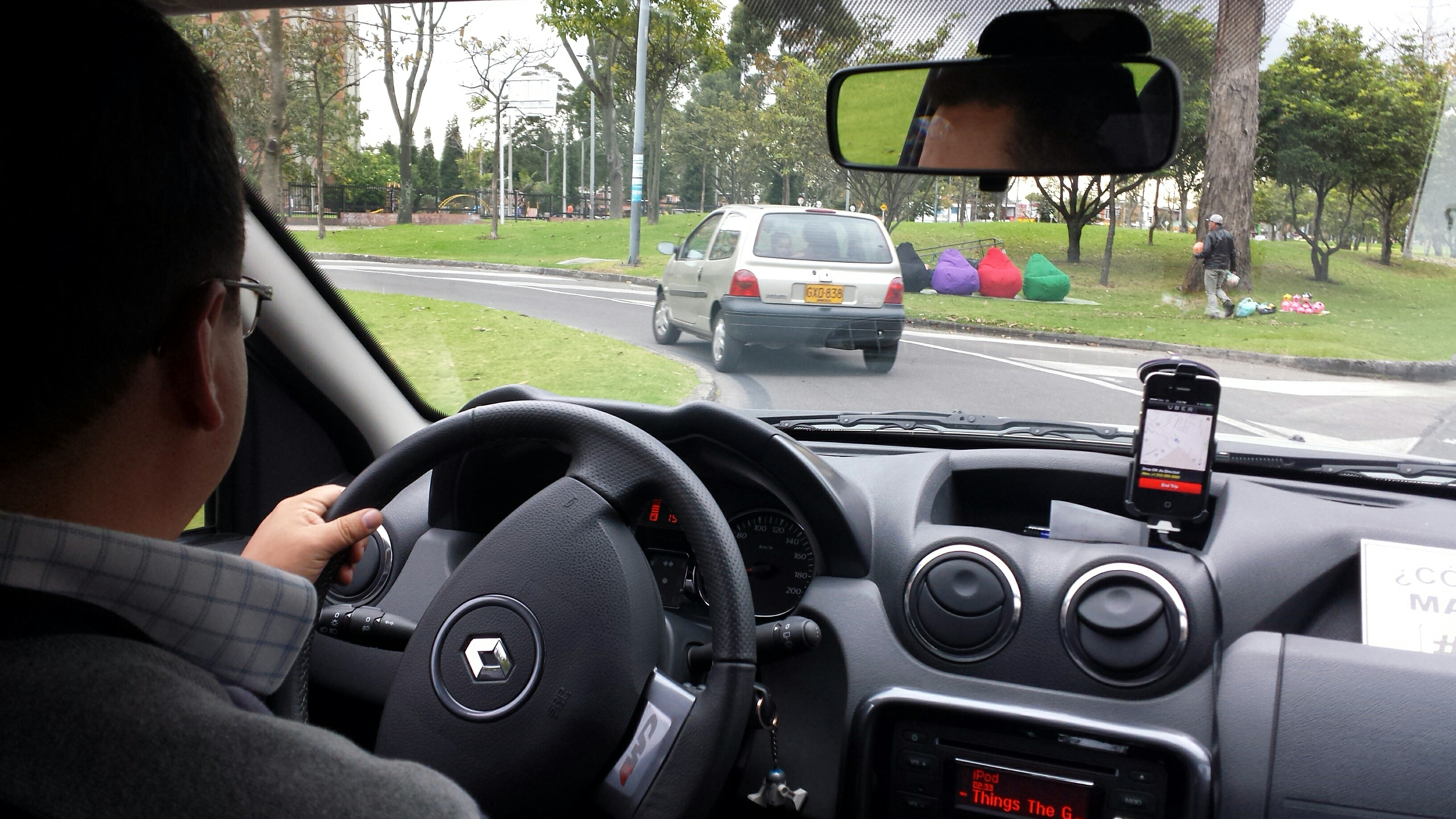
Tài xế công nghệ là một trong những nghề tay trái phổ biến

Nghề tay trái hay nghề phụ (tiếng Anh: side job) là một nghề, công việc làm thêm để tăng thu nhập, bên cạnh công việc chính. Trong nhiều trường hợp, một người làm thêm nghề tay trái khi nguồn thu nhập chính của họ không đủ để trang trải chi phí sinh hoạt, hoặc họ mong muốn có thêm một khoản tiêu dùng. Nghề phụ là công việc toàn thời gian, bán thời gian hoặc làm tự do (freelance), một người có thể kết hợp nhiều nghề phụ cùng lúc.
Tại Mỹ, làm thêm nghề tay trái phổ biến do một số nguyên nhân như chậm tiền lương, mức tăng lương thấp,  không tương xứng với chi phí sinh hoạt. Theo một thống kê, gần một nửa số người dân Mỹ cho biết đang làm thêm nghề phụ, trong đó có 43% là người lao động toàn thời gian. Tại Vương quốc Anh, 60% sinh viên và người đã tốt nghiệp làm thêm việc phụ và 43% người phải làm để trả tiền thuê nhà.